# Aleptina semiatra
Aleptina semiatra là một loài bướm đêm trong họ Noctuidae.